# バルトロメ・ベルメホ
バルトロメ・ベルメホ（Bartolomé Bermejo 、本名:バルトロメ・デ・カルデナス、Bartolomé de Cárdenas、1440年ころ - 1500年ころ) は、スペインの画家である。初期フランドル派の画家たちの影響が見られる画家で、アラゴン、バレンシア、バルセロナなどで活躍した。

## 略歴
コルドバで生まれたとされ、姓のデ・カルデナスが、アンダルシアの貴族の出身を示していると考えることもできる。ロヒール・ファン・デル・ウェイデン(1399/1400-1464）やディルク・ボウツ(1410/1420-1475)、ヤン・ファン・エイク(c.1395-1441)らの、初期フランドル派の画家の影響がベルメホの作品に見られることから、多くの研究者はベルメホがフランドルで修行したと考えているが、ベルメホの活動した時代にはすでに多くのフランドルやドイツ地域の画家や作品がスペインに入っていて、フランドルでの修行は必ずしも必要ではなかったとする見方もある。
ベルメホの作品に関する文書としての最古の記録は1468年のものでバレンシアのトゥス(Tous)の教会のための祭壇画制作の契約をしたことが残されていて、この多翼祭壇画の中央パネルが現在、ロンドンのナショナル・ギャラリーに収蔵されている『悪魔に打ち勝つ聖ミカエル』であるとされる。
1474年から1477年の間はアラゴン王国のダロカ(Daroca)、1477年から1486年の間はサラゴサで働き、1486年からバルセロナで働いた。
1474年にはダロカの教会の多翼祭壇画を制作し、サラゴサでは1484年にアラゴン王国の宮廷画家になったミゲル・ヒメネス(Miguel Ximénez:生没年不詳)や、マルティン・ベルナト(Martín Bernat: fl.1450 -1505)といったスペインの画家とともに働いた。
バルセロナのサンタ・エウラリア大聖堂のために描かれた『ピエタ』などの作品がある。

## 作品

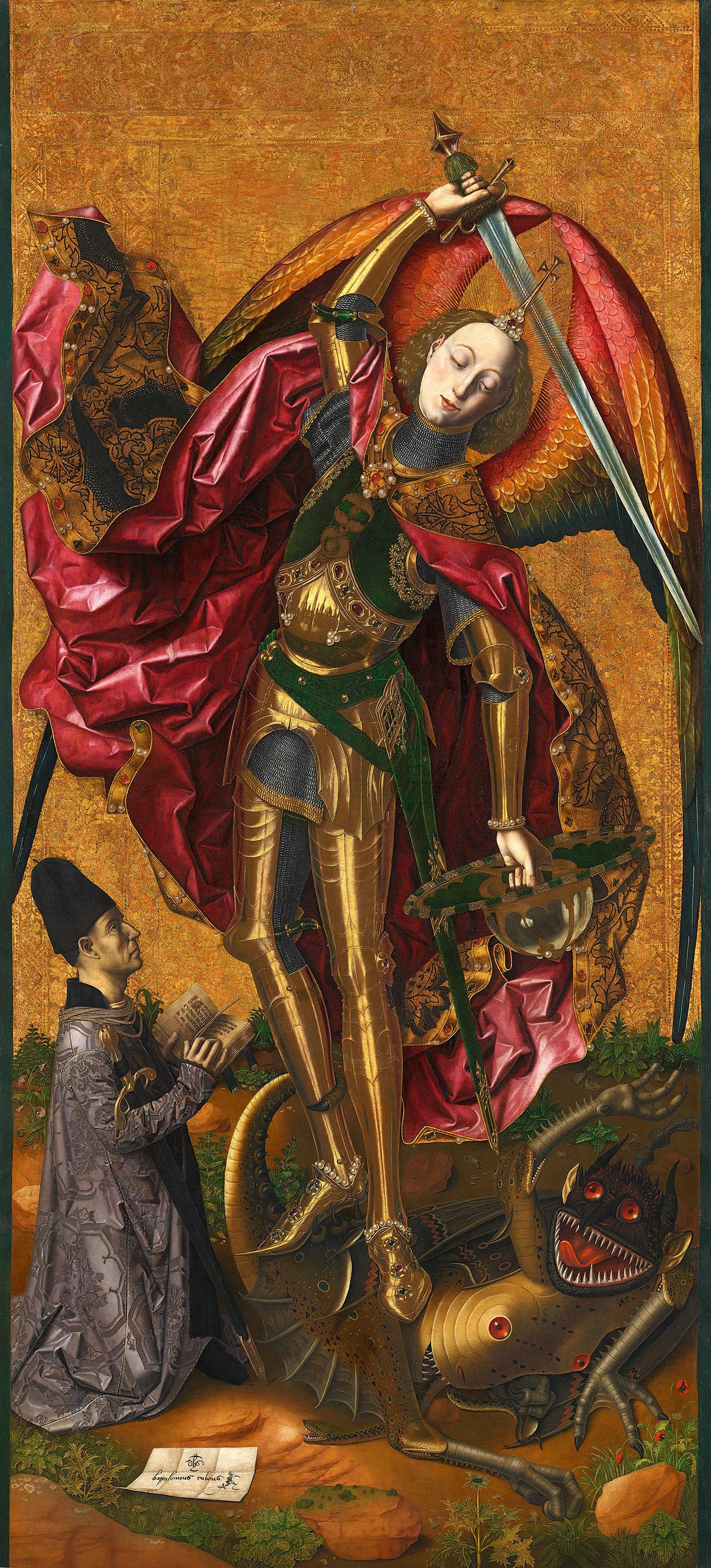
『悪魔に打ち勝つ聖ミカエル』 (1468年) ナショナル・ギャラリー (ロンドン)蔵
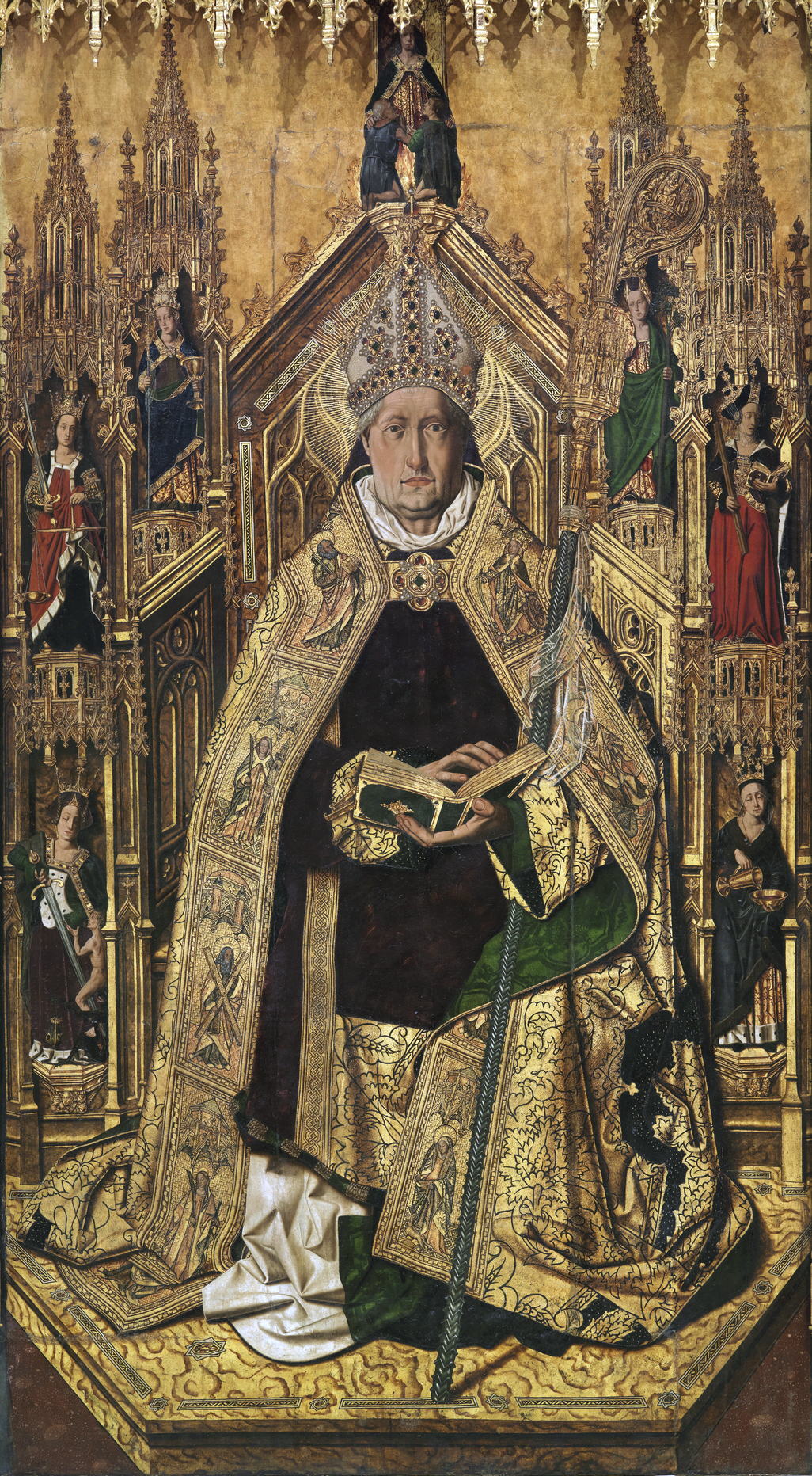
『シロスの聖ドミニクス司教推戴』(1474-1477年) プラド美術館蔵
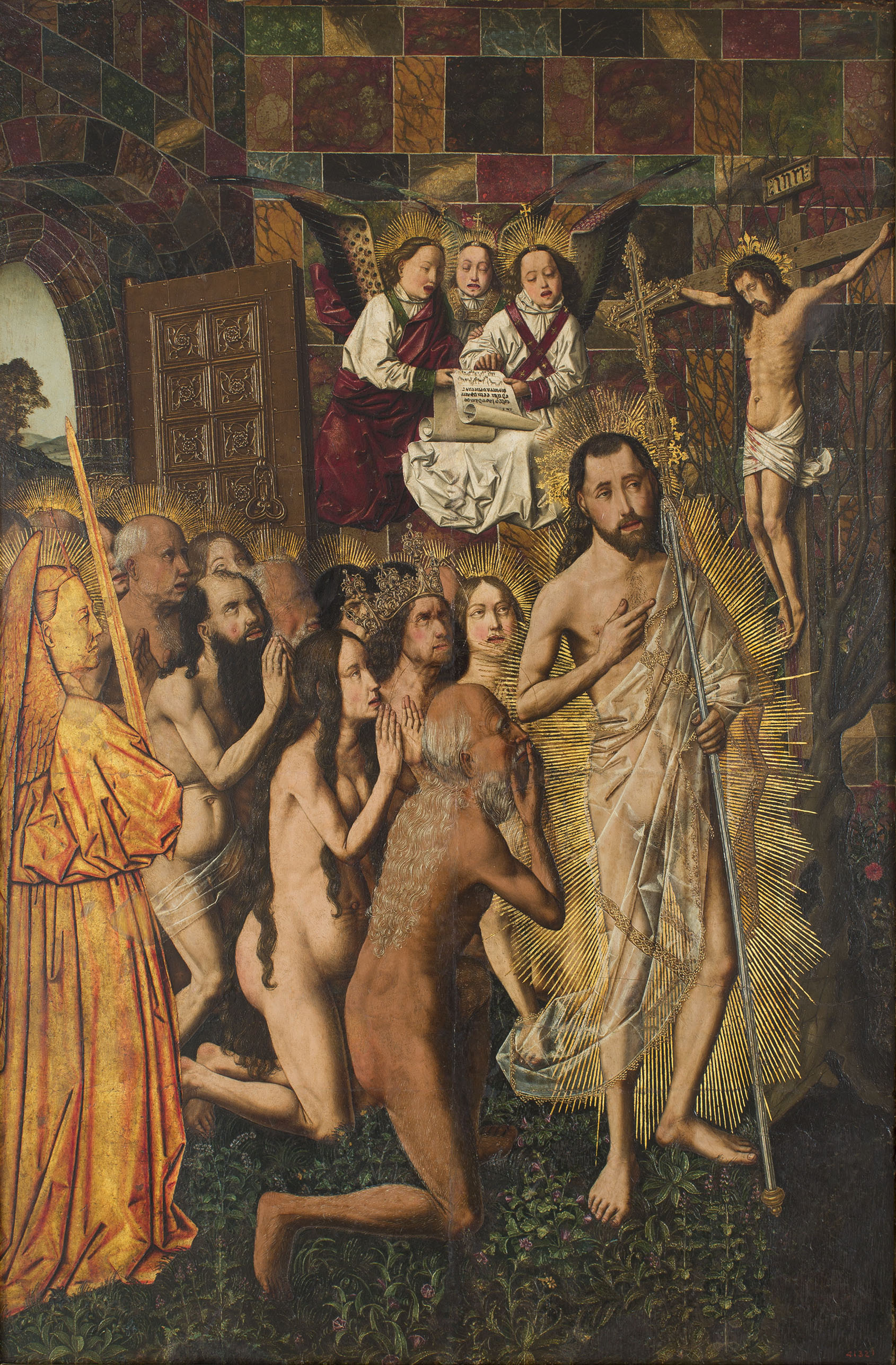
『家父長たちを天国に導くキリスト』
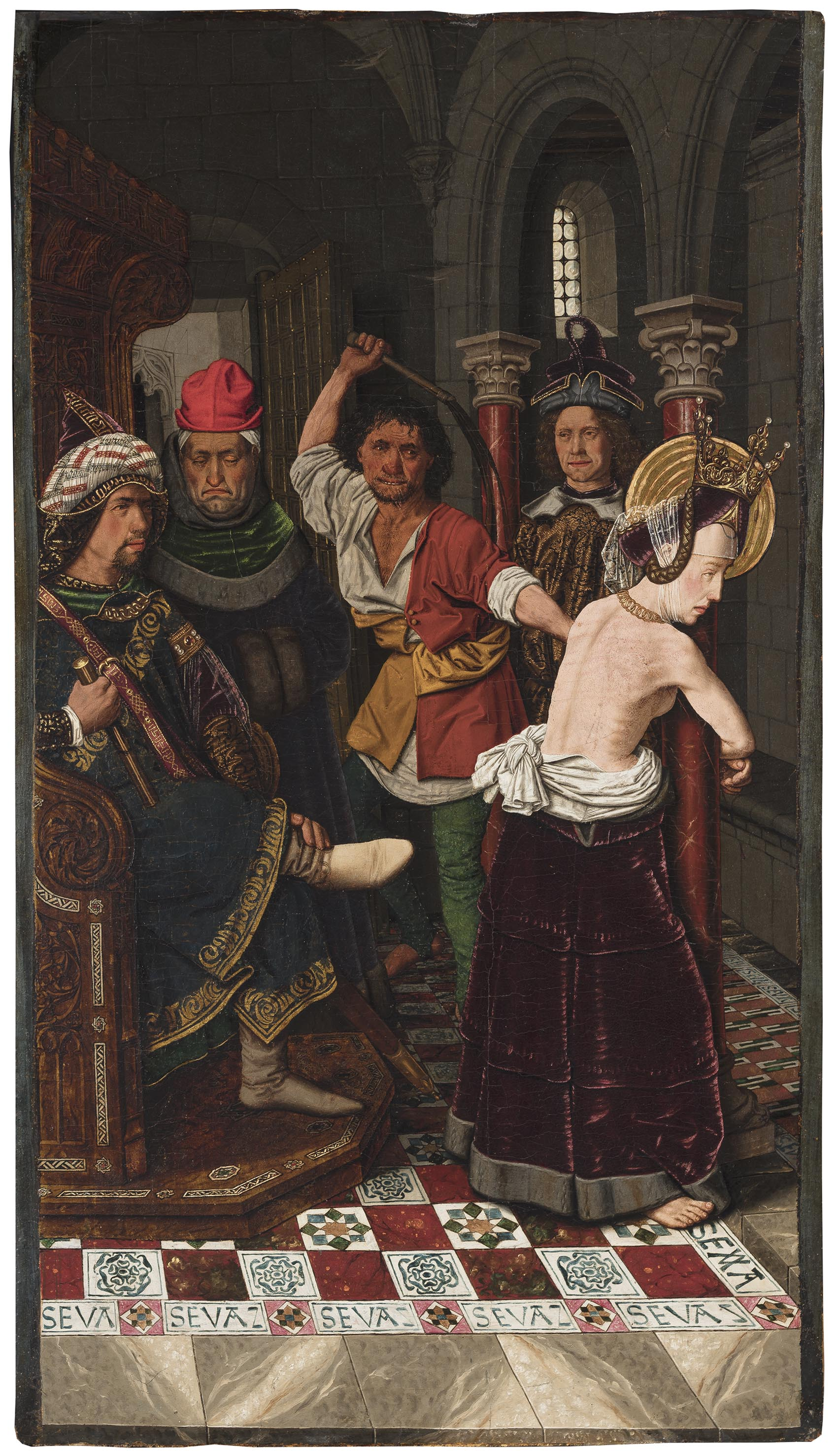
『聖エングラツィア (Santa Engrazia) の鞭打ち』 ビルバオ美術館蔵